# 格倫峰
格倫峰（英語：Glen Peak），是南極洲的山峰，位於葛拉漢地的盧貝海岸，處於利亞德島北端，根據美國探險隊拍攝的空中照片繪入地圖，現時由南極條約體系管理。